# NBC Sports

Logotipo para la NBC Sports Network, que reemplazó Versus en 2012

NBC Sports es la división deportiva de la cadena de televisión National Broadcasting Company (NBC). Anteriormente "un servicio de NBC News", emite una colección diversa de programación, incluyendo emisiones de los Juegos Olímpicos, la National Football League (NFL), la National Basketball Association (NBA, a partir de la temporada 2025-2026), fútbol de la Premier League, los Notre Dame Fighting Irish, el PGA Tour, el United States Triple Crown of Thoroughbred Racing, monoplazas de la IndyCar Series, el Torneo de Roland Garros en Francia, entre otros. Otra programación de productores externos — tal como cobertura del triatlón Ironman — también se presenta en la cadena bajo la marca comercial NBC Sports.
Sunday Night Football, el partido estelar de la National Football League, se emite por la cadena NBC los domingos a las 20:00 Horario del Este, mientras que la antesala comienza a las 19:00. El resto de la programación deportiva se ofrece los sábados de 12:00 a 19:00 y domingos de 12:00 a 18:00 (Horario del Este).
Cuando la NBC fusionó con Comcast, los canales deportivos de Comcast se fusionaron bajo la división NBC Sports, en un arreglo conocido como el NBC Sports Group, que también comprende los canales pagos nacionales Golf Channel y Versus (luego NBCSN), y los canales de deportes regionales Comcast SportsNet (luego NBC Sports Regional Networks).

## Historia
La historia de NBC Sports se puede remontar al 17 de mayo de 1939, cuando la estación de televisión experimental W2XBS en Nueva York (que eventualmente se convertiría en WNBC) televisó un juego intercolegial de béisbol entre los Columbia Lions y los Princeton Tigers. Ese año, W2XBS también televisaría un partido de boxeo que enfrentó el campeón anterior de peso pesado Max Baer con Lou Nova en Madison Square Garden, un doble cabezal entre los Cincinnati Reds y los Brooklyn Dodgers desde Ebbets Field, y un juego de fútbol profesional entre los Philadelphia Eagles y los Brooklyn Dodgers de la National Football League. Todos fueron los primeros para sus deportes respectivos. Después de la Segunda Guerra Mundial, eventos deportivos fueron alimentos básicos de la naciente cadena de televisión NBC. En 1945, la NBC televisó un juego entre los Army Black Knights y los Navy Midshipmen, que era aclamado por los escritores de deportes de esa vez como "El Juego del Siglo". En 1946, Gillette Cavalcade of Sports, un programa de boxeo en horario estelar, hizo su debut. La NBC televisaría el boxeo, usualmente en las noches de viernes, hasta que el programa era cancelado en 1960. En 1947, la NBC televisó los Juegos 1 y 5 de la Serie Mundial en la área metropolitana de Nueva York (la CBS televisó los Juegos 3 y 4, mientras la DuMont Television Network televisó los Juegos 2, 6, y 7).
Comenzando en 1950, NBC Sports se convirtió en la cadena exclusiva para la Serie Mundial hasta 1976. En 1957, la cadena comenzó televisar el programa Game of the Week. Excepto por la temporada de 1965, la NBC televisaría en domingos por la tarde los juegos de las Grandes Ligas de Béisbol por las próximas tres décadas. La cadena expandió su alineación deportiva para incluir el fútbol americano universitario y otros clases de fútbol americano profesional, así como los campeonatos. En 1952, la NBC se convirtió en el hogar para las emisiones del Rose Bowl, en una relación que duró hasta 1988. En 1955, la cadena pagó $100.000 para emitir el campeonato de la NFL. Un empleado de la NBC desempeñó un papel pequeño en este "juego de honor". Durante las horas extraordinarias del campeonato NFL en 1958, la NBC perdió su alimentación desde el Yankee Stadium. Un técnico corrió hacia el campo y dejó el juego por tiempo suficiente para restaurar la alimentación. El juego fue un momento de cuenca en la historia de la NFL, estableciendo fútbol profesional como una propiedad nacionalmente popular en la televisión y comenzando aumento ascendente de la popularidad de la liga.
En 1964, la Columbia Broadcasting System (CBS) asumió el control sobre los derechos exclusivos para emisión de la NFL, incluyendo los campeonatos. El siguiente año, la NBC obtuvo los derechos de emisión para la American Football League. En 1966, las dos ligas acordaron fusionar. Como parte de esa fusión, los campeones de las dos ligas jugarían un Campeonato Mundial, eventualmente renombrado como el Super Bowl. En vez de conceder los derechos para emitir el primer juego a sólo una cadena, el comisionado de la NFL, Pete Rozelle, decidió permitir emisiones del juego en tanto la CBS como la NBC. Dos comentaristas para la NBC, Curt Gowdy y Paul Christman, proporcionaron el comentario, mientras la CBS produjo la transmisión. En los años siguientes, el Super Bowl alternaría entre la NBC y la CBS. Después de la fusión, la NBC emitiría juegos de la Conferencia de Fútbol Americana (AFL), incluyendo juegos de los equipos anteriores de la AFL así como tres equipos anteriores de la NFL.
En 1971, a la petición del comisionado Bowie Kuhn, la NBC televisó el Juego 4 de la Serie Mundial en horario estelar, atrayendo a una audiencia de 61 millones de personas; y desde ese año, la Serie Mundial se emitiría a o después de las 20:00, y la NBC comenzaría emitir juegos en las noches de lunes. En 1972, la NBC se convirtió en el hogar de las emisiones de la National Hockey League (NHL).
En los años 1980, la NBC estaba sumida en el tercero lugar en los índices de audiencia. Las emisiones deportivas permanecieron como un bien valioso para esa cadena de televisión. Además de la audiencia típicamente masiva que vio el Super Bowl, las emisiones de la Serie Mundial en 1978 y 1980 fueron ambos vistos por un promedio de 43 millones de personas. Esta alineación deportiva poderosa, junto con el horario estelar resurgente con tales programas exitosos como The Cosby Show y Cheers, traería la NBC de nuevo a la parte superior de los índices de audiencia a mediados de la década. En diciembre de 1988, la CBS obtuvo los derechos exclusivos para emitir los juegos de las Grandes Ligas de Béisbol, superando las ofertas de tanto la NBC como la ABC. Después de 43 años, se terminó la tenencia de la NBC como el hogar de béisbol. En 1989, el productor anterior para ABC Sports y Saturday Night Live, Dick Ebersol, se convirtió en el presidente de NBC Sports. La tenencia temprana de Ebersol en NBC Sports fue destacada por una serie de adquisiciones y renovaciones de propiedades deportivos, incluyendo los Juegos Olímpicos, la NFL, la NBA, y los partidos de fútbol de Notre Dame.
Después de perder sus transmisiones de béisbol a la CBS, en los años 1990 la NBC obtuvo los derechos de emisión para la National Basketball Association (NBC) en un acuerdo para cuatro años y 600 millones de dólares. En 1991, la NBC obtuvo los derechos a los juegos internos de los Notre Dame Fighting Irish, marcando la primera vez en que un equipo individual de fútbol universitario tuvo su propio acuerdo de emisiones. En 1994, después de un hiato de cuatro años, juegos de las Grandes Ligas de Béisbol regresaron a la NBC como parte de una nueva joint venture con la ABC bajo el título The Baseball Network, un arreglo de emisiones donde la liga produjo sus propias transmisiones y dividió sus ingresos de publicidad con la NBC y la ABC. En 1996, cuando la Serie Mundial, el Super Bowl, los partidos finales de la NBA, y las Juegos Olímpicos se transmitieron por la misma cadena, The Sporting News nombró Ebersol como "la persona más poderosa en los deportes".
En 2004, NBC Sports llegó a un acuerdo para emitir partidos de la NHL. En este acuerdo, a las dos partes se les pidió dividir sus ingresos de publicidad después de que la cadena recuperó sus gastos. En 2008, NBC Sports introdujo a su alineación el NHL Winter Classic, un juego al aire libre de la NHL que se jugó en el Día de Año Nuevo en Ralph Wilson Stadium, en el proceso ganando un público sólido, tanto en el estadio como en la televisión.

### Década de los 2010: Era de Comcast
En enero de 2011, Comcast cerró su adquisición de la mayoría de un capital social en NBC Universal. Como resultado de la fusión, las operaciones de las cadenas deportivas existentes de Comcast, tales como Golf Channel y Versus, se fusionaron en una división nueva conocida como el NBC Sports Group. El vicepresidente senior de NBC Sports, Mike McCarley, adicionalmente se convirtió en el nuevo presidente del Golf Channel. La unidad para producción de golf de NBC Sports se fusionó con Golf Channel, junto con el personal en el aire de la NBC, y esa unidad ahora se conoce bajo la marca de Golf Channel on NBC. Además, NBC Sports extendió su contrato con la NHL por 10 años adicionales, y como resultado, introdujo un nuevo juego de horario estelar en «viernes negro», y cobertura nacional de todos juegos en los playoffs de la Copa Stanley. El 10 de agosto de 2011, NBC Sports anunció un nuevo contrato de tres años para producir juegos de Major League Soccer y transmitirlos en tanto la NBC como NBC Sports Network.
La fusión también ayudó a influir en una extensión del contrato de NBC Sports con la NHL; el acuerdo de 10 años, valorado en cerca de 2000 millones de dólares, unificó los derechos de televisión por cable y transmisión de la liga y presentó un nuevo juego de Enfrentamiento de Acción de Gracias  "Black Friday" en NBC, junto con la cobertura nacional para cada juego de los playoffs de la Copa Stanley. El 3 de julio de 2011, ESPN obtuvo los derechos de transmisión exclusivos del Campeonato de Wimbledon en un contrato de 12 años, poniendo fin a la relación televisiva de NBC con The Championships después de 42 años.
Desde 2012 hasta 2015, los juegos de la Major League Soccer se mostraron en NBC y NBC Sports Network. Esto incluyó la transmisión de dos juegos de la temporada regular, dos juegos de los playoffs y dos partidos de la selección nacional en NBC y 38 juegos de la temporada regular, tres juegos de los playoffs y dos partidos de la selección nacional en NBC Sports Network. Desde la temporada 2013-14, NBC Sports también ha tenido los derechos para televisar  los partidos de la Premier League en inglés (principalmente en NBCSN) y español (en Telemundo y Universo),  a través de un acuerdo de $250 millones de dólares, reemplazando a ESPN y Fox Soccer como las emisoras de la liga en EE. UU.
NBC Sports tuvo los derechos de transmisión de la Fórmula 1 (anteriormente propiedad de Speed y Fox Sports) desde 2013 hasta 2017. La mayor parte de su cobertura (incluida gran parte de la temporada, junto con las sesiones de calificación y práctica) se transmitió por NBCSN, mientras que NBC transmitió el Gran Premio de Mónaco, el Gran Premio de Canadá y las dos carreras finales de la temporada, que en el primer año del acuerdo incluyeron el Gran Premio de Estados Unidos. Todas las carreras también se transmitieron en línea y a través de la aplicación móvil NBC Sports Live Extra. Perdieron los derechos de transmisión a partir de la temporada 2018, los cuales fueron adquiridos por ESPN.
El 18 de marzo de 2013, casi todas las operaciones de NBC Sports y NBCSN comenzaron a localizarse en una instalación especialmente diseñada en Stamford, Connecticut. La medida se hizo principalmente para aprovechar los créditos fiscales otorgados por el estado de Connecticut, que NBC ha aprovechado anteriormente con los programas de entrevistas sensacionalistas de su división NBCUniversal Television Distribution. Solo Football Night in America permaneció en los NBC Studios localizados en Nueva York, hasta el 7 de septiembre de 2014, cuando la producción de ese programa también se trasladó a Stamford.
NASCAR regresó a las propiedades de NBC Sports en 2015 bajo un contrato de diez años, con NBC una vez más transmitiendo la segunda mitad de las temporadas de la NASCAR Cup Series y NASCAR Xfinity Series. Si bien no se revelaron detalles financieros específicos, se informó que NBC pagó un 50% más que ESPN y TNT (el cual se hizo cargo de la parte de la temporada que anteriormente estaba en manos de NBC) combinado bajo el acuerdo anterior.
En mayo de 2015, NBCUniversal anunció la formación de NBC Deportes (más tarde rebautizada como Telemundo Deportes), que sirve como una rama en españolde NBC Sports para Telemundo y NBC Universo.
El 7 de junio de 2015, en medio de la pérdida de los derechos de los campeonatos de la USGA ante Fox (incluido el U.S. Open), NBC Sports y The R&A acordaron un contrato de doce años para televisar The Open Championship, Senior Open Championship y elWomen's British Open en NBC y Golf Channel, empezando en 2017. El titular de derechos existente, ESPN, optó por no participar en el último año de su acuerdo para los torneos, y el acuerdo de NBC Sports debutó posteriormente un año antes en 2016.
Universal Sports cesó sus operaciones en noviembre de 2015. NBCUniversal adquirió los derechos del contenido que anteriormente estaba en manos de Universal Sports Network. Gran parte de la programación se trasladó a Universal HD, NBCSN y NBC Sports Live Extra.
Desde 2016 hasta 2018, NBC Sports tuvo los derechos del Premiership Rugby, la máxima división del rugby inglés, a través de un contrato de tres años. El contrato incluía hasta 24 juegos programados regularmente en NBCSN por temporada y hasta 50 en streaming. Su primer partido en vivo fue el 12 de marzo de 2016, cuando London Irish recibió a Saracens F.C. en la Red Bull Arena en Harrison, Nueva Jersey.
En junio de 2016, NBC Sports lanzó NBC Sports Gold, un conjunto de servicios de suscripción over-the-top específicos para deportes que incluiría una cobertura ampliada y adicional de sus propiedades.
El 15 de julio de 2017, NBCUniversal relanzó Universal HD como Olympic Channel, una cadena que transmitiría programación de deportes olímpicos como complemento a su acuerdo de larga duración para cubrir los Juegos.
A principios de 2018, se anunció que NBC Sports renovaría su contrato con las IndyCar Series (continuando una relación con NBCSN que comenzó en 2009 como Versus), hasta 2021, y adquirir los derechos de transmisión televisiva que antes tenía ABC. NBC televisa ocho carreras por temporada desde 2019, incluida la serie insignia Indianapolis 500, y las carreras restantes se transmiten por NBCSN como antes. También se ofrece un paquete IndyCar a través de NBC Sports Gold. Poco después, NBC anunció un acuerdo de seis años con la International Motor Sports Association a partir de 2019, incluido el WeatherTech SportsCar Championship, con la mayor parte de la cobertura en NBCSN.

### Década de los 2020
Tras el lanzamiento del servicio de streaming de NBCUniversal Peacock, NBC Sports comenzó a migrar parte de su contenido adicional (incluida la Premier League y otros servicios de NBC Sports Gold) al servicio. El 29 de junio de 2020, Fox vendió los últimos siete años de su contrato para transmitir torneos de la USGA a NBC, recuperando los derechos del US Open por primera vez desde 2015.
El contrato de NBC con la NHL expiró después de la temporada 2020-21 , con la liga firmando nuevos contratos con ESPN y TNT
El 31 de diciembre de 2021, NBCUniversal cerró NBCSN; sus derechos de programación restantes se trasladaron a otras plataformas de NBCUniversal, en particular USA Network y Peacock.
El 6 de abril de 2022, NBC Sports anunció un acuerdo para ofrecer un paquete de juegos de la MLB los domingos por la tarde en Peacock a partir de la temporada 2022. El 1 de julio de 2022, NBC Sports anunció que Olympic Channel cerraría como canal lineal el 30 de septiembre de 2022.
El 18 de agosto de 2022, NBC Sports anunció un acuerdo de siete años para ofrecer atletismo universitario de la Big Ten Conference en todas sus plataformas a partir de la temporada académica 2023-24. Este contrato incluirá principalmente un nuevo paquete de partidos de fútbol americano universitario Big Ten en horario estelar en NBC a partir de la temporada 2023, así como un paquete de transmisión de baloncesto universitario y deportes olímpicos en Peacock.
El 23 de julio de 2024, Comcast confirmó durante una conferencia con inversores que la NBA volvería a NBC Sports en la temporada 2025-26 en virtud de un nuevo acuerdo de 11 años; NBC y Peacock transmitirán una serie de partidos de la temporada regular durante toda la temporada, incluidos los partidos de los lunes por la noche en Peacock, los partidos de los martes por la noche en NBC y un paquete de partidos de los domingos por la noche en NBC tras la conclusión de la temporada de la NFL. NBC también transmitirá una doble cartelera en el Día de Martin Luther King Jr., la cobertura del All Star Weekend y una serie de partidos de los playoffs (incluidas seis finales de conferencia durante la duración del acuerdo). Los derechos de las finales de la NBA seguirán siendo exclusivos de ABC.

### Cobertura de los Juegos Olímpicos
En 1964, la NBC televisó los Juegos Olímpicos de Verano en Tokio; en 1972, la NBC introdujo los Juegos Olímpicos de Invierno a su alineación con los Juegos en Sapporo. En 1980, la NBC ganó los derechos para emitir los Juegos de Moscú, pero esto cambió cuando los Estados Unidos y 64 otros países protestaron los Juegos debido a la invasión de Afganistán por la Unión Soviética. En 1988, la NBC ganó el título de America's Olympic Network ("La Cadena Estadounidense para los Juegos Olímpicos"), comenzando con su emisión de los Juegos de Seúl. Desde entonces, ha emitida 12 Juegos Olímpicos, más que cualquiera otra cadena, y los Juegos se han convertido en un parte integral de la cadena. En 1998, Ebersol se nombró como el presidente de NBC Sports and Olympics. Recientemente, los Juegos de Vancouver en 2010 fueron vistos por un total de 190 millones de espectadores, incluyendo 27.6 millones de espectadores del Juego de Medalla de Oro en hockey masculino.

## Paquetes gráficos
NBC Sports adoptó gráficos digitales por primera vez en 1995, aunque en una forma limitada, y solamente comprendiendo texto. En 1999, introdujo su primer paquete de gráficos modernos, que utilizó rectángulos negros transparentes con barras de oro tridimensionales en las partes superiores e inferiores. Curiosamente, los cuadros de puntuación permanecieron temporales, desapareciendo durante jugadas, hasta 2005 cuando las emisiones de fútbol universitario y hockey finalmente adoptaron sus propios cuadros de puntuación.
En 2006, con la adquisición de Sunday Night Football, los gráficos se cambiaron para igualar los de ABC Sports, porque muchos miembros del personal de producción para las emisiones de la NFL en la ABC trasladaron a la NBC. La barra de puntuación estaba situada en la parte inferior para el fútbol, y en la parte superior para todos los otros deportes. En 2009, los gráficos se actualizaron para incluir más animación y vivacidad. Para deportes que no necesitaron un cuadro de puntuación, los gráficos fueron grises, mientras que normalmente, los gráficos fueron negros.
En septiembre de 2011, NBC Sports aplicó su propio paquete de gráficos a Versus, en transicionar ese canal al NBC Sports Network. La NBC también adoptó los gráficos del Golf Channel para su cobertura de golf, que ahora había sido integrada con la de TGC.

## Competidores principales
- ESPN on ABC
- Fox Sports
- CBS Sports
- TUDN